# Selenoxid-Eliminierung
Die Selenoxid-Eliminierung ist eine der mildesten Reaktionen um aus Alkoholen durch cis-Eliminierung ein Alken zu gewinnen.
Die Selenoxide sind aus entsprechenden Selenide durch Oxidation erhältlich und werden oft durch Oxidation bei tiefen Temperaturen in situ hergestellt. Die Eliminierung erfolgt spontan während des Erwärmens auf Raumtemperatur.

## Mechanismus
Der Mechanismus läuft über einen fünfgliedrigen Übergangszustand, wobei drei Elektronenpaare verschoben werden.

## Sulfoxid-Eliminierung
Bereits vor der Selenoxid-Eliminierung war die Sulfoxid-Eliminierung bekannt. Da Sulfoxide stabiler sind als Selenoxide, findet der finale Eliminierungsschritt bei Sulfoxiden erst bei erhöhten Temperaturen statt. Dies kann ein Nachteil sein, wenn andere Gruppen im zu synthetisierenden Molekül thermisch labil sind. Es kann aber auch von Vorteil sein, da die Sulfoxid-Funktion in einem frühen Schritt eingeführt werden kann, zwischenzeitlich als Schutzgruppe für die zu synthetisierende Doppelbindung dient und erst nach mehreren weiteren Syntheseschritten eliminiert werden kann.